# Lista de representantes permanentes da Finlândia nas Nações Unidas
Esta é uma lista de representantes permanentes da Finlândia, ou outros chefes de missão, junto da Organização das Nações Unidas em Nova Iorque.
A Finlândia foi admitida como membro das Nações Unidas a 14 de dezembro de 1955.
| Início | Término | Representante permanente (Chefe de missão) | Cargo                    | Credenciais |
| ------ | ------- | ------------------------------------------ | ------------------------ | ----------- |
| 1956   | 1958    | Georg A. Gripenberg                        | Representante permanente |             |
| 1959   | 1965    | Ralph Enckell                              | Representante permanente |             |
| 1965   | 1972    | Max Jakobson                               | Representante permanente |             |
| 1972   | 1977    | Aarno Karhilo                              | Representante permanente |             |
| 1977   | 1983    | Ilkka Pastinen                             | Representante permanente |             |
| 1983   | 1988    | Keijo Korhonen                             | Representante permanente |             |
| 1988   | 1991    | Klaus Törnudd                              | Representante permanente |             |
| 1991   | 1998    | Wilhelm Breitenstein                       | Representante permanente |             |
| 1998   | 2005    | Marjatta Rasi                              | Representante permanente | 1998-06-03  |
| 2005   | 2009    | Kirsti Lintonen                            | Representante permanente | 2005-02-15  |
| 2009   | 2014    | Jarmo Viinanen                             | Representante permanente | 2009-04-08  |
| 2014   | atual   | Kai Sauer                                  | Representante permanente | 2014-08-19  |